# Heike Tauch
Heike Tauch (* 21. Oktober 1965 in Ost-Berlin; † 26. Juli 2024) war eine deutsche Autorin und Regisseurin.

## Leben
Heike Tauch wuchs in ihrer Geburtsstadt auf und studierte in Greifswald Musikwissenschaft und Germanistik. 1990 begann sie ein zweijähriges Ph.D.-Studium mit Lehrauftrag an der University of Utah. 1992 nach Deutschland zurückgekehrt, promovierte Tauch hier 1993 in Linguistik zum Thema „Prowortsemantik und Pronomina. Zum semantischen Spektrum der Prowörter der deutschen Gegenwartssprache“. Danach arbeitete sie zunächst als wissenschaftliche Mitarbeiterin an der Freien Universität Berlin, bevor sie als freie Autorin und Regisseurin für den Hörfunk tätig wurde. Für den Sender Deutschlandradio in Berlin leitete sie von 1996 bis 2012 das Hörtheater. Seit 2007 arbeitete sie mit Florian Goldberg als Künstlerduo tauchgold. Zusammen verwirklichten sie Stücke auf der Schnittstelle von Hörfunk und Bühne.
Heike Tauch lebte in Berlin.

## Hörspielarbeiten

### Autorin
(ab 2008 gemeinsam mit Florian Goldberg)
- 2000: Kohllateralschaden – Ein Candellight-Dinner, Regie: Heike Tauch und Ulrich Gerhardt (DLR Kultur)
- 2008: Megadeal süß-sauer. China kauft die Neuen Länder, Regie: Heike Tauch (WDR)
- 2009: Es wird Fragen geben – Ein west-östliches Tagebuch, Regie: Heike Tauch (WDR)
- 2010: Der Russland Megadeal oder Gulag to Go, Regie: Heike Tauch (WDR)
- 2012: Gefallene Schönheit, Regie: Heike Tauch (DLR Kultur)
- 2015: Metamorphosen, Regie: Heike Tauch (DLF)
- 2018: One Shot One Kill oder 21 Fragen, Regie: tauchgold (WDR)
- 2022: Geborgte Landschaft. Ein Narratorium für Klaviertrio und Stimmen, Regie: tauchgold (DLF Kultur)[5]
- 2024: Nobody's Nothings, Regie: tauchgold (RBB)

### Regisseurin (Auswahl)
- 2002: Hermann Harry Schmitz: Die Bluse (WDR)
- 2003: Ulrike Graman: Die Tage  (DLR Berlin)
- 2004:  Anne-Lou Steininger: Fleisch zu Fleisch (SR)
- 2005: Jane Bowles: Zwei sehr ernsthafte Damen  (DLR Kultur)
- 2006:  Carolyn Cassidy: Heart Beat (WDR)
- 2008: Uta Ackermann: Ich bin doch Cheops (WDR)
- 2009: Sergej Medwedew: Parikmacherscha – Die Friseuse (DLR Kultur)
- 2010: Iain Levison: Tiburn (MDR)
- 2011: Karl-Heinz Bölling: Irgendein Briefträger (DLR Kultur)
- 2012: Florian Goldberg: Meine Goldberg Variationen oder: Schichten und Geschichten (WDR)
- 2012: Barbara Kiesling: Hörsturz (5 Teile)  (RBB)
- 2013: Florian Goldberg: Great Eastern – oder Heimstatt für Idioten (SWR)
- 2013: Andreas Jungwirth: Döbeln (MDR)
- 2013: Catrin Lüth: Fünf Versuche (5 Teile) (RBB)
- 2013: Gesine Schmidt: Expats (DLR Kultur)
- 2014: Wilhelm Genazino: Ein Regenschirm für diesen Tag (RBB)
- 2014: Hiromi Kawakami: Der Himmel ist blau, die Erde ist weiß oder: Die Mappe des Lehrers (DLR Kultur)
- 2015: Atiha Sen Gupta: Fatima (NDR)
- 2015: Dawn King: Mein Ein und Alles (SWR)
- 2016: Dirk Laucke: Karnickel (SWR)
- 2017: Andra Joeckle: Die Zecke (DLF Kultur)
- 2018: Karl-Heinz Bölling: Der Monat Januar (DLF)
- 2018: Tina Müller:  Gespräche über uns. Unfinished Business (MDR)
- 2019: Milena Michiko Flašar: Herr Kató spielt Familie (MDR)
- 2019: Irmgard Maenner: Teure Schwalben (DLF Kultur)
- 2019: Fuminori Nakamura: Der Dieb (DLF Kultur)
- 2019: AnniKa von Trier: Wer WAGENITZ, der nichts gewinnt
- 2020: Ralf N. Höhfeld: Notaufnahme (RBB)
- 2020: Thomas Köck: Atlas
- 2021: Tschingis Aitmatow: Abschied von Gülsary[6]
- 2021: Michael Glasauer: Verschlusssache (DLF Kultur)
- 2023: Lutz Seiler: Stern 111 (RBB)[7]

## Hördokumentationen (Auswahl)
- 2001: Diesseits des Absurden. Martin Esslin (DLR Berlin)
- 2003: Kein Bilo ohne Omby. Über eine Heilungszeremonie im Süden Madagaskars (DLR Berlin)
- 2004: Mein Stolz hat ihm gefallen. Saddams Leibarzt Ibrahim al-Basri (DLF)
- 2007: Villa Baviera. Die ehemalige Colonia Dignidad (DLF/SWR)
- 2007: Wann reden, wann schweigen. Ein Besuch bei Ruth und Kurth Elias in Beth Jitzchak (DLF)
- 2008: Steinhof ist überall. Die Wiener Heil- und Pflegeanstalt Am Steinhof (DLF)
- 2010: Dissident, also geisteskrank. Die Strafpsychiatrie im russischen Kasan, zusammen mit Lena Knipp (DLF/MDR)
- 2012: Ich sehe was, was du nur hörst. Über synästhetische Wahrnehmungen (DLF)
- 2013: Der teure Klang. Vom Wert der Violinen (DLF)
- 2014: Himmelgrün. Muslimas in Deutschland (DLF)
- 2015: WÜSTENBLUMEN oder: Die Beschneidung von Mädchen (SWR)
- 2016: Bürger zweiter Klasse. Eine neu-deutsche Familie (DLF)
- 2016: Das Schwarze Meer ist oben auf dem Berg. Mit Karl Eisbein durch Park Babelsberg (DLF)
- 2016: Der Krieg im Fokus. Die Fotografin Herlinde Koelbl spricht mit Soldaten (SWR)
- 2017: Der Fälscher. Wie ein Major der Staatssicherheit versuchte, die Welt zu verbessern (DLF Kultur)
- 2017 Mit den Augen eines Scharfschützen. Die Geschichte des ehemaligen israelischen Elitesoldaten Nadav Weiman, zusammen mit Herlinde Koelbl (DLF)
- 2018: Die Sophienhöhe. Jenas enteignete Geschichte (DLF)
- 2020: Seeleute für Erez Israel. Die deutsche Kapitänsfamilie Pietsch aus Danzig (DLF/SWR)
- 2020: Zeitenwende. Ein deutsch-deutsches Seniorenhaus und seine Geschichten (DLF Kultur)
- 2021: Nachmittags faulenze ich furchtbar – Der Regisseur Ulrich Gerhardt und sein Tagebuch von 1945 (DLF)

## Bühnenarbeiten (zusammen mit Florian Goldberg als tauchgold, Auswahl)
- 2019: Das Gläserne Meer. Ein Narratorium für Streichquintett und Stimmen, UA München
- 2022: Wanderer. Eine sinfonisch-literarische Collage mit dem Rundfunk-Sinfonieorchester Berlin, UA Berlin
- 2022: Grenzfragen. Eine Erkundung mit dem Rundfunk-Sinfonieorchester Berlin, UA Berlin
- 2023: Heimkehr in die Fremde. Eine Performance mit dem Rundfunk-Sinfonieorchester Berlin, UA Berlin
- 2023: Statt Land Meer. Eine Performance mit dem Rundfunk-Sinfonieorchester Berlin, UA Berlin
- 2023: Borrowed Landscape. Ein Narratorium für Klaviertrio und Stimmen, mit dem BlackBox Ensemble, UA New York
- 2024: Zufällig FREI. Eine Performance mit dem Rundfunk-Sinfonieorchester Berlin, UA Berlin[8][9]
- 2024: VerFührung. Eine Performance mit dem Rundfunk-Sinfonieorchester Berlin, UA Berlin[10]

## Preise
- 2009 Kurd-Laßwitz-Preis Platz 2 Megadeal süß-sauer. China kauft die Neuen Länder von Florian Goldberg und Heike Tauch
- 2010 Juliane-Bartel-Medienpreis für Noch zehn Sekunden – Die amerikanische Radiopionierin Elsa Knight Thompson von Martina Groß, Regie: Heike Tauch
- 2014 hr2 Bestenliste Platz 2 Ein Regenschirm für diesen Tag nach Wilhelm Genazino
- 2017 n-ost-Reportage Preis für Bürger zweiter Klasse. Eine neu-deutsche Familie
- 2019 Hörspiel des Monats November für Teure Schwalben von Irmgard Maenner
- 2020 Hörspiel des Monats November für Atlas von Thomas Köck
- 2021 Hörspielpreis der Kriegsblinden für Atlas von Thomas Köck, Erstausstrahlung am 9. November 2020 bei »MDR Kultur – das Radio«, Regie: Heike Tauch, Redaktionsleitung: Steffen Moratz.
- 2021 Nominierung zum Prix Europa mit Atlas von Thomas Köck, Regie: Heike Tauch
- 2021 Deutscher Hörspielpreis der ARD für „Beste Schauspielerische Leistung“ im Hörspiel Atlas von Thomas Köck, Regie: Heike Tauch
- 2023 Nominierung zum CIVIS Medienpreis mit Last Exit Kabul von Tom Mustroph, Regie: Heike Tauch